# Girls Just Want to Have Sums
«Girls Just Want to Have Sums» (с англ. — «Девочки просто хотят математики») — девятнадцатый эпизод семнадцатого сезона мультсериала «Симпсоны». Премьера эпизода состоялась 30 апреля 2006 года. Название серии отсылает к песне «Girls Just Want to Have Fun» певицы Синди Лопер.

## Сюжет
В Спрингфилде показывают авангардный спектакль «Щекотки и Царапки». Зрители приветствуют спектакль овациями. Джулианна, директор шоу, бывшая ученица начальной школы Спрингфилда, приветствует критику вместе с директором Скиннером. Директор Скиннер признаёт, что Джулианна получала отличные оценки в школе, но приписывает ей две четверки по математике из-за того, что она девочка. Зрители возмущены замечанием Скиннера. Попытки Скиннера защитить себя только усугубляют ситуацию.
На следующий день учительницы Спрингфилдской начальной школы и другие женщины устраивают протест против Скиннера возле школы. Чтобы успокоить их, Скиннер проводит конференцию в школе. Однако ничто из того, что он говорит или делает (например, носит юбку и говорит, что мужчины и женщины равны, но не идентичны), не имеет желаемого воздействия.
Позже инспектор Чалмерс знакомит учеников с их новым директором, точнее директрисой — Мелани Апфут. Первое, что она делает — разделяет школу по половым признакам.
Поначалу Лиза чувствует себя комфортно в школе для девочек, но потом разочаровывается в ней из-за снисходительного отношения школы к образованию девочек. Лиза шпионит на стороне мальчиков, где преподают настоящую сложную математику. Скиннер, теперь пониженный до помощника садовника Вилли, прогоняет Лизу.
С помощью Мардж она маскируется под мальчика по имени Джейк Бойман и ходит в школу для мальчиков, где чувствует себя счастливой. Во время обеда Лиза случайно вступает в драку с Нельсоном. Несмотря на её попытки использовать свой интеллект, чтобы избежать драки, её избивают.
Когда Барт дома собирается рассказать Лизе об интересной драке в школе для мальчиков, он обнаруживает, что Лиза — и есть Джейк Бойман. Он говорит, что «никого не следует заставлять быть девчонкой» и поможет ей вжиться в образ мальчика.
Лиза начинает следовать кодексу мальчиков: поедать картофель фри, упавший на грязный пол в столовой, и стукать беззащитного Ральфа Виггама, чем завоёвывает расположение Нельсона и других задир, и вскоре «Джейк Бойман» становится признанной частью их мира. Лиза хорошо успевает по математике и на церемонии награждения получает признание за выдающиеся успехи в этом предмете. Она раскрывает свою истинную сущность всей школе и объясняет, почему ей пришлось маскироваться. Барт заявляет, что у неё всё хорошо только потому, что она вела себя как мальчик. После этого мальчики дрались на стульях. Лиза уходит со сцены, а Мартин Принс начинает играть на флейте, однако тихонько подкрадывается к нему сзади и ударяет его стулом… В конце концов школа восстановилась и везде теперь учат всех учеников независимо от пола.
Подсюжет эпизода включает отношения Гомера и Мардж, где утром после инцидента Мардж пытается подбодрить Лизу, указывая на вклад женщин в общество. Когда Гомер и Барт вмешиваются в разговор, отмечая, что мужчины важнее женщин, Мардж в ответ заставляет Гомера спать на диване. На следующую ночь Гомер пытается извиниться за свой сексизм, но ему не хватает интеллекта и чувствительности, и он снова вынужден спать на диване. Когда Гомер пытается утешиться маленьким помощником Санты, он невольно оскорбляет его, заявляя, что он глупее его самого. Обиженная собака затем выгоняет Гомера из дома и заставляет его спать в его собачьей будке, где Гомер задается вопросом, что он сделал, чтобы заслужить эти наказания.